# Joseph G. Fucilla
Joseph G. Fucilla, all'anagrafe Joseph Guerin Fucilla (Chicago, 14 dicembre 1897 – Evanston, 22 marzo 1981), è stato un linguista, lessicografo e ispanista statunitense.

## Biografia
Nel 1880 la sua famiglia lasciò Cosenza e si trasferì a New York. Joseph era il più grande dei sette figli di Giovanni Fucilla e Maria Carmela De Marco; studiò all'Università del Wisconsin ed insegnò presso lo Iowa State College a Ames (1921-23), ed all'Università di Indianapolis (1923-28). Conseguì un dottorato all'Università di Chicago nel 1928 e lavorò come professore nel dipartimento di Lingue dell'Università del Nordovest nella quale divenne titolare nel 1936 (professore emerito dal 1948) fino al suo pensionamento nel 1966.
Fucilla tenne lezioni come visiting professor nelle università del Wisconsin, della California a Santa Barbara e del Colorado a Boulder.
Uno dei suoi primi lavori fu uno studio sui cognomi italiani (Our Italian surnames), pubblicato a Evanston nel 1949 in tale opera è attestata la sua conoscenza di onomastica e la genealogia. Elaborò un dizionario di spagnolo molto celebre (New York 1961) che fu ristampato molte volte. Preparò e corresse molte antologie per studenti di molte opere letterarie, principalmente di scrittori spagnoli.
Come traduttore dall'italiano all'inglese, mostrò un particolare interesse nei confronti della drammaturgia del diciottesimo secolo, in particolare il suo interesse si rivolse a Pietro Metastasio. Studiò principalmente l'influsso italiano sulle letterature ispaniche e portoghesi.
Nel 1953 pubblicò una serie di studi a Madrid, intitolati Relaciones hispanoitalianas.
Nel 1960 realizzò un importantissimo e famoso studio sul petrarchismo in Spagna (Madrid, 1960). In seguito pubblicò Superbi colli e altri saggi (Roma, Carucci 1963). Fu il redattore di Vicente Garcia de la Hierta nella novella Raquel (Madrid, Anaya, 1965, ripubblicati da Catedra 1981).
Joseph Fucilla fu eletto membro dell'accademia Cosentina nel 1949, e membro dell'accademia Sevillana de Buenas Letras nel 1961, e membro dell'Hispanic Society nel 1966, nel 1968 gli fu data La Medaglia Dante, e nel 1974 La Medaglia Petrarca. Fu lo studioso di letteratura latina più accreditato.